# Can Lis
Can Lis és una casa de l'arquitecte danès Jørn Utzon construïda per a la seva dona Lis i ell mateix a prop de Portopetro, Mallorca. Acabada el 1971, està formada per quatre blocs independents connectats per parets i patis.

## Història
Utzon va visitar Mallorca el 1966 quan tornà des d'Austràlia després de tenir desacords amb les autoritats sobre com havia de completar la seva icònica Òpera de Sydney. Va quedar meravellat amb l'illa i va decidir construir-hi una residència d'estiu. El concepte bàsic de l'habitatge és similar al disseny per a la casa que Utzon havia pretès construir a Sydney: un nombre de pavellons dissenyats per a servir les diferents funcions de l'edifici.

## Arquitectura

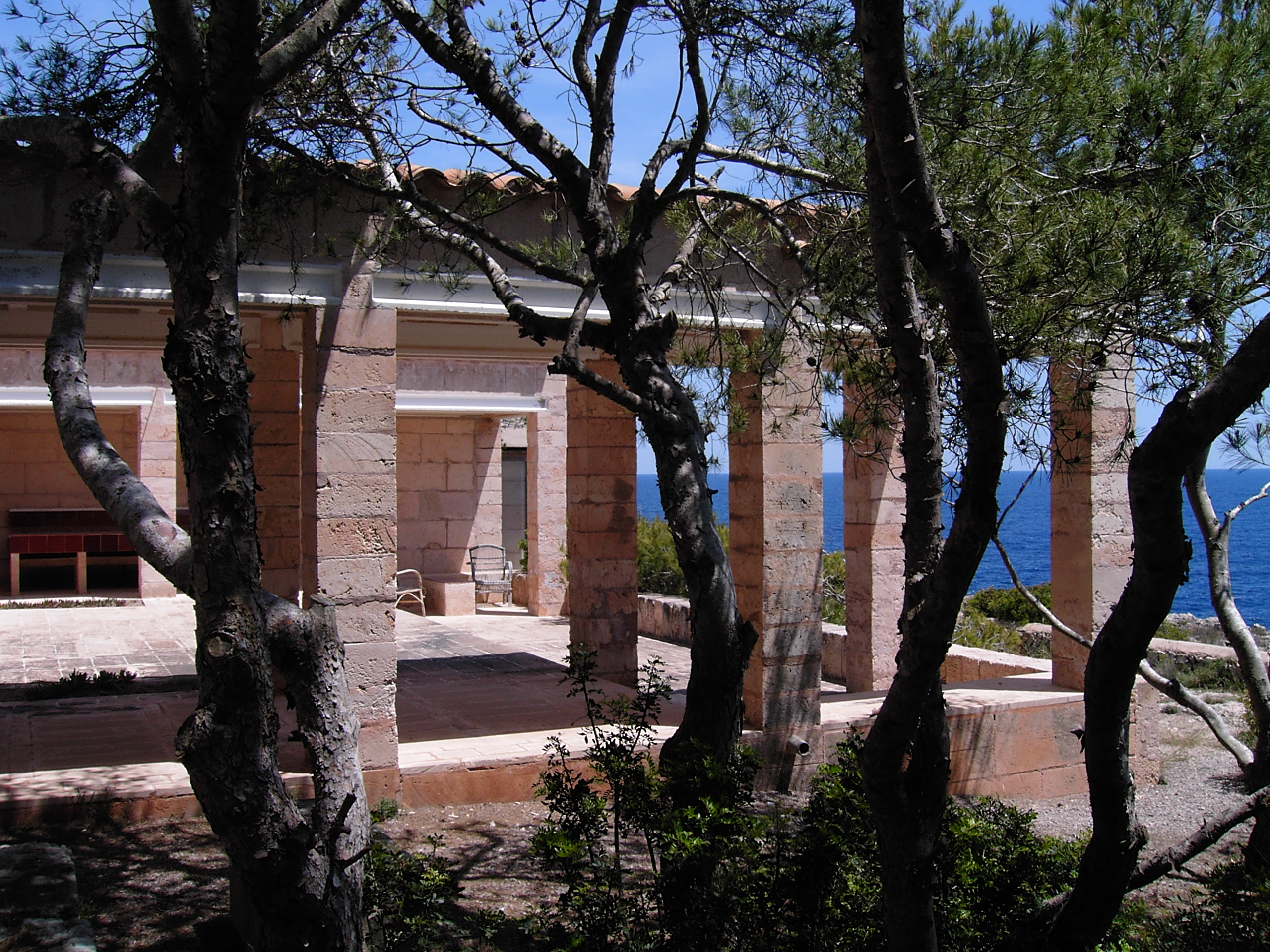
Els porxos proporcionen zones d'ombreig

Ubicat a la part alta d'un penya-segat a la costa sud-est de l'illa, la casa està construïda principalment de marès, de manera que es mescla així amb el paisatge. El sostre està cobert amb teules mentre que els gablets són d'estil xinès com a les cases de Fredensborg. Des de l'oest a l'est, el primer bloc conté la cuina, el menjador i l'estudi, el segon la sala, el tercer els dormitoris i el quart és una suite per a convidats. Tots estan orientats cap el mar amb lleugeres diferències seguint la línia dels penya-segats. Utzon va preparar dibuixos i croquis preliminars, però aquests varen experimentar canvis a mesura que la construcció avançava. Els canvis duts a terme per Utzon evoquen l'experiència obtinguda a Finlàndia, on veié com Alvar Aalto havia construït la Vila Mairea, on va alterar el disseny durant el procés de construcció. Can Lis té porxades que proporcionen l'ombra necessària a l'estiu. Els marcs de les finestres van muntats a la superfície exterior de les parets, cosa que estimula l'efecte de claror dins la casa. El resultat és una casa que optimitza la llum i les vistes. La majoria de el mobiliari està fet també de marès, que va esculpir fent prestatges, taules, cadires i bancs.
En la seva extensa monografia d'Utzon, Richard Weston considera Can Lis com "una de les millors cases construïdes al segle xx." A més, afegeix: "Unint ordre mental i físic, geometria i construcció, Utzon ha fet una casa inequívocament moderna en tècnica i sensibilitat fent-la semblar tan natural i ordinària com el sol, la pedra i el mar celebrant-ne la relació entre ells."

## Desenvolupaments més tardans
Utzon va mantenir Can Lis com la seva residència a Mallorca durant gairebé 20 anys, i hi va viure llargues temporades. Finalment, varen decidir construir una segona casa a l'illa, Can Feliz, en una ubicació més remota, ja que cada cop patien més intrusions per part de turistes i entusiastes de l'arquitectura que entraven dins la propietat. Can Lis va ser utilitzada durant molts anys pels seus fills. Recentment, en col·laboració amb la Fundació Utzon, la Fundació Arquitectònica danesa ha posat la casa a disposició d'arquitectes que vulguin traslladar-ss'hi per a períodes de com a mínim un mes.